# Heteracris annulosa
Heteracris annulosa är en insektsart som beskrevs av Walker, F. 1870. Heteracris annulosa ingår i släktet Heteracris och familjen gräshoppor. Inga underarter finns listade i Catalogue of Life.

## Bildgalleri

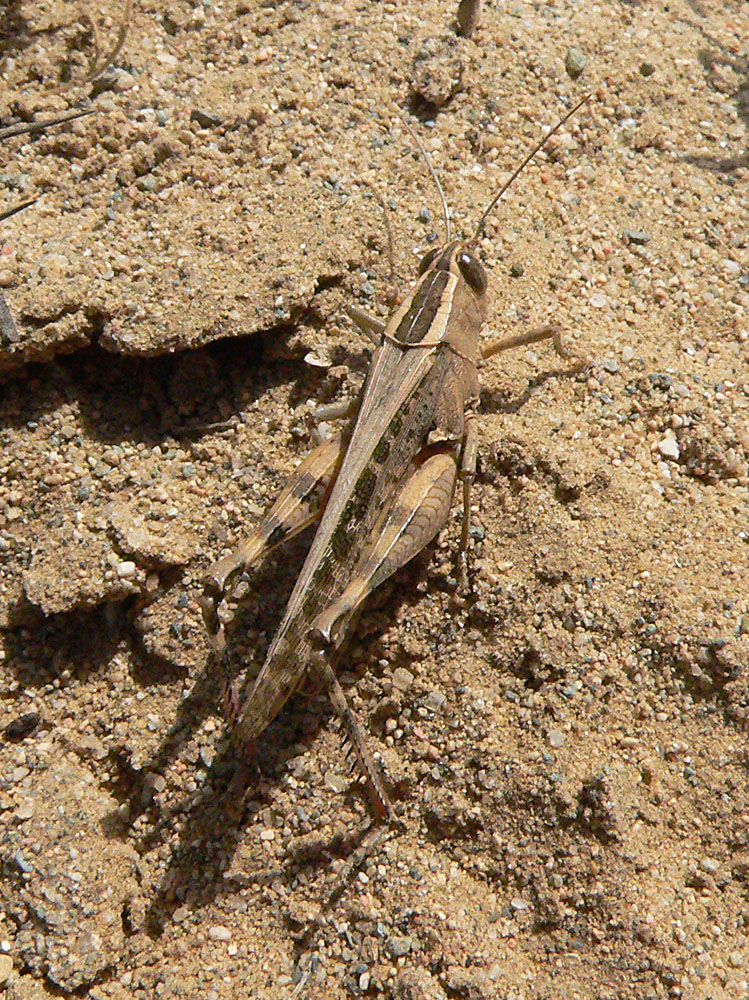